# La Pintada (Bolivien)
La Pintada ist eine Ortschaft im Departamento Tarija im südamerikanischen Andenstaat Bolivien.

## Lage im Nahraum
La Pintada ist größte Ortschaft des Kanton Santa Ana im Municipio Tarija in der Provinz Cercado. Die Ortschaft liegt zwischen dem Río Nuevo Guadalquivir im Westen der Ortschaft und dem Río Santa Ana im Osten.

## Geographie
La Pintada liegt günstig zwischen den verschiedenen Klimazonen des Landes am Rande der Anden, so dass meist mildes und angenehmes Wetter herrscht (siehe Klimadiagramm Tarija). In der Regenzeit zwischen Dezember und Februar (Sommermonate) kommt es häufig zu wolkenbruchartigen Gewittern. Der Rest des Jahres ist ausgesprochen niederschlagsarm.
Durch die jahrhundertelange Rodung ist die Landschaft erodiert und die Region um Tarija von kahlen Bergketten umrahmt. Früher einmal war das Gebiet um Tarija die Getreidekammer Boliviens. Heute besteht der Reichtum der Region neben der Landwirtschaft im Erdgas.

## Verkehrsnetz
La Pintada liegt in einer Entfernung von vierzehn Straßenkilometern südöstlich von Tarija, der Hauptstadt des Departamentos.
Durch Tarija verläuft in Süd-Nord-Richtung die Nationalstraße Ruta 1, die von Bermejo an der Grenze zu Argentinien über Tarija, Potosí, Oruro und El Alto zum Titicacasee und der Grenze zu Peru führt.
Acht Kilometer südöstlich des Stadtzentrums von Tarija zweigt die Nationalstraße Ruta 11 in östlicher Richtung von der Ruta 1 ab, und von hier aus sind es auf der Ruta 1 noch einmal sechs Kilometer in südlicher Richtung bis La Pintada.

## Bevölkerung
Die Einwohnerzahl der Ortschaft ist allein im vergangenen Jahrzehnt auf etwa das Doppelte angestiegen:
| Jahr | Einwohner         | Quelle       |
| ---- | ----------------- | ------------ |
| 1992 | keine Detaildaten | Volkszählung |
| 2001 | 315               | Volkszählung |
| 2012 | 646               | Volkszählung |
| 2024 |                   | Volkszählung |